# Erkki Lehtonen
Erkki Tapani Lehtonen, född 9 januari 1957 i Tammerfors, är en finländsk före detta ishockeyspelare.
Lehtonen blev olympisk silvermedaljör i ishockey vid vinterspelen 1988 i Calgary.